# Die weiße Festung
Die weiße Festung (türk. Originaltitel: Beyaz kale) ist der Titel eines 1985 veröffentlichten Romans des türkischen Schriftstellers Orhan Pamuk. Erzählt wird die Geschichte zweier Männer aus der christlich-westlichen und der muslimisch-östlichen Welt, die im osmanischen Istanbul des 17. Jahrhunderts als Herr und Sklave miteinander konfrontiert werden und bei ihren wissenschaftlichen Forschungen zunehmend in teils freundschaftlicher, teils spannungsreicher Kooperation ihre personale und kulturelle Identität verlieren, bis sie schließlich ihre Biographien wechseln und den Lebenslauf des anderen fortsetzen.

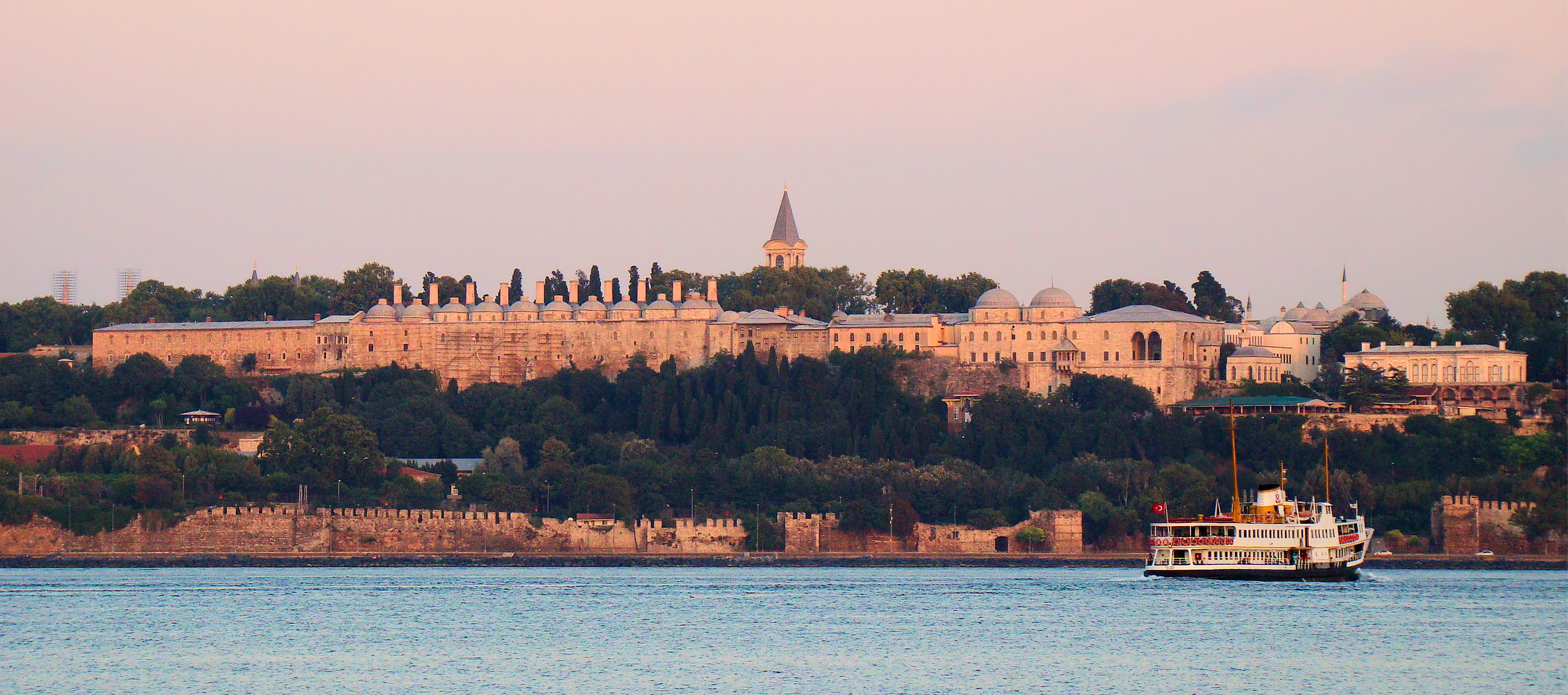
Der Hodscha berät im Topkapi-Palast als Oberster Sterndeuter den Sultan Mehmed IV. Später übernimmt der Erzähler diese Rolle.

## Inhalt

### Gefangennahme
Auf dem Weg von Venedig nach Neapel wird die Galeere des 23-jährigen Ich-Erzählers, der in Florenz und Venedig Astronomie, Ingenieurwesen und Malerei studiert hat, von einem türkischen Schiff gekapert (Kap. I). In Istanbul muss er anfänglich als Sklave für den Mauerbau Steine schleppen. Da er sich als Arzt ausgibt und Verwundete verpflegt, verdient er etwas Geld und genießt so einige Privilegien. Ein hoher Beamter, Sadik Pascha, erfährt davon und lässt seine Asthmaerkrankung von ihm behandeln. Da er an die Heilkraft der verabreichten Pillen glaubt, fühlt er sich besser und beauftragt nach einiger Zeit den jungen Gelehrten, als Assistent eines Hodschas ein Feuerwerk, das alles bisher Dagewesene übertreffen soll, für die Hochzeit seines Sohnes mit der Tochter des Großwesirs zu organisieren.

### Herr und Sklave
Der Erzähler hofft nach einem Erfolg, in seine Heimat zurückkehren zu dürfen und experimentiert zusammen mit dem Vorgesetzten an neuen explosiven Mixturen für Raketen, verschiedenfarbige Feuerräder, sprühende Kaskaden usw. (Kap. II). Sie bauen am Ufer des Goldenen Horns und auf vorbeigleitenden Pappschiffen Türme und riesenhafte illuminierte Puppen und inszenieren mit ihnen Spielszenen, z. B. Drachenkämpfe oder eine Satansverbrennung. Zehn Abende begeistern diese Vorführungen das Publikum und beeindrucken den Pascha.
In der Folge entsteht zwischen dem Erzähler und dem Hodscha, die ein ähnliches Aussehen haben, eine Doppelgänger-Beziehung. Zu Beginn des Experiments haben beide geringe Erfahrungen und arbeiten sich durch die Anwendung theoretischer Kenntnisse auf Istanbuler Farbpulver in ihr Aufgabengebiet ein. Dabei entwickelt sich ein Verhältnis aus Affinität und Abstoßung, wobei der Hodscha schrittweise Gedanken und Wissen seines Sklaven für seine Idee übernimmt, durch eine Modernisierung die Entwicklung seines Landes zu fördern. In diesem Prozess reduziert er die unterschiedlichen Traditionen schließlich auf den Kern und entdeckt dabei große Übereinstimmungen und Ähnlichkeiten. Umgekehrt geschieht beim Sklaven eine entsprechende Anpassung, so dass sie schließlich Heimat und Familie tauschen. Hintergrund ist die Diskussion am Hof des Sultans über die Vereinbarung der westlichen wissenschaftlichen Methoden mit den türkischen religiösen Traditionen und der Kampf der verschiedenen Fraktionen um ihren Einfluss auf den Herrscher.

### Stufen der Annäherung
- Kap. II. Der Hodscha und der Erzähler erhalten vom Pascha den Auftrag, ein Prachtfeuerwerk zu organisieren. Dafür experimentieren sie gemeinsam an neuartigen Raketen.

- Kap. III. Der Türke informiert sich über die Wissensgebiete (z. B. Astronomie, Ingenieurwissenschaften) des Venezianers, erfindet ein astronomisches Planetenmodell und eine Gebetszeiten-Uhr, die er dem Sultan vorführt, stößt dabei allerdings auf den Widerstand der Traditionalisten am Hof und in der Bevölkerung.

- Kap IV. Der Hodscha möchte alles über den Sklaven und die Denkweise der »anderen« wissen und lässt ihn, um ein Tier-Lexikon für den jungen Sultan zu verfassen, seine Kindheitserinnerungen aufschreiben.

- Kap. V. Es folgt der Blick in das Innere des Menschen: v. a. die, unter dem Mantel der Fiktion, spielerische Preisgabe ihrer Sünden.

- Kap VI. Der Hodscha nutzt die sich entfaltende Übereinstimmung im Denken, um seine Schattenseiten (die Angst vor dem Pesttod) auf den anderen zu projizieren.

- Kap. VII. Nach der, vom Hodscha als Verrat empfunden, Flucht des Christen auf die Insel Heybeli holt ihn der Türke nach Istanbul zurück, um im Auftrag des Sultans etwas gegen eine Pestepidemie zu unternehmen. Dabei verändern sie geschickt die Interpretation, alles sei Allahs Wille, und setzen ihre Methode der Quarantäne gegen die strenggläubige islamistische Auffassung durch.

- Kap. VIII. Nach dem Erfolg wird der Hodscha oberster Sterndeuter und hofft, beim Sultan seinen Plan der Wissenschaften durchzusetzen.

- Kap. IX. Während der Hodscha an der Entwicklung einer neuen Kanone, dann einer gepanzerten Kriegsmaschine für die Feldzüge arbeitet, gewinnt der Erzähler bei seinen Besuchen im Serail das Vertrauen des Herrschers und nimmt am Hofleben und an Festen teil. Dadurch verstärkt sich der Zerfall seiner Identität: In einem Traum sieht er den Platztausch mit dem Hodscha voraus.

- Kap. X. Beim Kriegszug gegen Polen muss der Hodscha vor der uneinnehmbaren Festung Doppio sein Scheitern eingestehen: Er hat weder durch die erzwungenen Geständnisse der christlichen und moslemischen Bauern die Wahrheit über ihre angeblich unterschiedlichen Gedanken herausgefunden noch mit seiner Erfindung die Eroberung erreicht. Er tauscht seine Biographie mit der des Erzählers und flieht in ein neues Leben nach Italien.

- Kap. XI. Der Erzähler dagegen führt als Hodscha das Amt des obersten Sterndeuters und Beraters des Herrschers in Istanbul weiter, heiratet und wird Familienvater. Mit dem Sultan erörtert er die Frage der Identität und des Unterschieds zwischen den Kulturen. Dann zieht er sich auf sein Landgut in Gebze zurück und schreibt das vorliegende Buch.

## Analyse

### Historischer Hintergrund
Die Romanhandlung spielt zur Regierungszeit des Sultans Mehmed IV. zwischen 1648 und 1687. Pamuk übernimmt aus der Historie für seine fiktive Gestaltung neben dem Regierungs- und Gesellschaftssystem auch einige Details: Während der Herrscher lieber auf die Jagd geht, führen seine Großwesire, Köprülü Mehmed Pascha bzw. sein Sohn Köprülü Fâzıl Ahmed Pascha Kriege gegen die Republik Venedig bzw. die Habsburgermonarchie und erweitern auf der Balkanhalbinsel ihre europäischen Besitzungen. Das Desinteresse des Sultans an der Politik und seine Beeinflussbarkeit durch die Serailfraktionen übernimmt Pamuk für die Charakterisierung der Romanfigur. Auch die Palastrevolte von Mehmeds Großmutter Kösem Mahpeyker, im Roman „Kösem Sultan“ genannt, 1651, die nach ihrer Niederlage und dem Ende ihres Amtes als Regentin für den minderjährigen Enkel erdrosselt wird, ist mit der Anspielung auf die als Weiberherrschaft bezeichnete Vormundschaft der Frauen und Mütter für ihre unmündigen Kinder bzw. kranken Männer eingeflossen. Um sich von deren Bevormundung zu befreien, versucht der Hodscha den Herrscher zur Übernahme der Regierung zu drängen. Die kriegerischen Auseinandersetzungen mit Venedig führen zur Gefangennahme und Versklavung des Erzählers zu Beginn der Romanhandlung. Im vorletzten Kapitel nehmen die Protagonisten am Feldzug gegen die polnische Ukraine in den 70er Jahren des 17. Jahrhunderts teil.
Das Auftauchen historische Szenen und Episoden „wie Gespenster“ in Rot ist mein Name und Die weiße Festung erklärt Pamuk mit seiner eigenen ambivalenten Haltung dem westlichen Europa gegenüber: „Ich kehre immer wieder gern zu den Wundern und Schönheiten der osmanischen Vergangenheit zurück, nicht nur, weil ich dort viele vergessene Schätze wiederentdecke, sondern weil es ein sicherer Hafen ist, der mich vor den Stürmen westlicher Einflüsse schützt […] Im Grunde interessiert mich die osmanische Literatur und Kultur viel mehr als die osmanische Geschichte. Meine historische Vorstellungskraft gibt mir die Möglichkeit, mit der Haßliebe, die mich mit der westlichen Kultur verbindet, zurechtzukommen.“

### Westlich geprägte Moderne und islamische Tradition
Seine Position zwischen östlicher und westlicher kultureller Tradition bestimmt Pamuk mit: „nicht-westlich“. Diese „andere“ Tradition ist ein konstanter Quell der Anregung und Originalität für mich. Es ist eine Herausforderung, wenn man die klassische osmanisch-türkisch-islamische Kultur mit „westlichen Augen“ betrachtet, um sie mit etwas zu verbinden, was sie nicht ist und nie war. Meine Romane bestehen aus einer solchen Verbindung von Bildern, Geschichten, Vorstellungen und Texturen, die aus zwei unterschiedlichen Quellen der Zivilisation stammen.“ In dieser Polarität fühlt sich Pamuk mit dem Russen Dostojewski verwandt, „der wie [er] am Rande Europas in ständigem Ringen mit europäischem Gedankengut lebt […] In ihm erkennt er nicht nur die eigene Position wieder, denn „weite Teile der modernen Literatur [seien] gerade aus dieser quälenden Spannung erwachsen […]: Ein Europäer zu sein und gleichzeitig einen großen Abscheu davor zu empfinden“.

### Wissenschaft und Religion
Ausgangssituation der Weißen Festung ist eine kriegerische Auseinandersetzung zwischen dem osmanischen Reich und der Republik Venedig mit ausgeprägten Gut-Böse-Feindbildern. Die Türken fühlen sich einerseits als Sieger den Feinden gegenüber überlegen, haben jedoch Defizite, und dadurch Minderwertigkeitsgefühle, gegenüber den Wissenschaften der toskanischen Hochkultur. Entsprechend beginnt die Beziehung der Protagonisten mit einer Herr-Sklaven-Hierarchie.
Nach dem Erfolg des Feuerwerks bietet der Pascha dem Erzähler an, ihn freizulassen, wenn er Moslem würde, denn der Islam sei ein viel höherstehender Glaube. Auch bei der dritten Aufforderung, als man ihm mit dem Köpfen droht, widersteht er und der Pascha schenkt ihn dem Hodscha. Dieser ignoriert anfänglich seine äußere Ähnlichkeit mit dem Christen und beobachtet ihn während ihrer Gespräche über das Sternensystem, die ptolemäische Kosmographie: „Er schien sein Spiel mit mir zu treiben, mich einem kleinen Versuch auszusetzen und daraus etwas zu lernen, das mir verborgen blieb, weil er mich in diesen ersten Tagen stets so anschaute, als lerne er etwas Neues und würde mit dem neu Erlernten nur noch wißbegieriger. Doch dann schien er Skrupel zu haben, einen Schritt weiter zu tun, um jene Kenntnisse zu vertiefen. Und dieses ungereimte Abbrechen, das war es, was mich bedrückte.“
Der Hodscha möchte dann von seinem neuen Sklaven alles erfahren, was dieser an den italienischen Universitäten gelernt hat und auch, was er darüber denke: „Gemeinsam würden wir forschen, gemeinsam finden, gemeinsam vorankommen.“ Wie der größere überlegenere Bruder lehrt er den kleineren, bis der Unterschied der Kenntnisse ausgeglichen ist. Dann aber nimmt der Hodscha die geistig dominierende Stellung ein, indem er behauptet, es „sei ihm ein von Natur gegebenes, tieferes Wissen zu eigen, welches die von ihm in der Mehrzahl sogar als wertlos bezeichneten Bücher über[trifft]“.
Am Beispiel des Sklaven wird der Import westlicher Ideen in das Osmanische Reich vorgeführt. Er hilft dem Hodscha beim Nachdenken und Forschen und dieser widmet sich im ersten Jahr der Astronomie, baut dann mit aus Flandern importierten Linsen ein Teleskop, entwickelt im Gegensatz zum ptolemäischen ein heliozentrisches Planetenmodell, erfindet eine Gebetsuhr mit einem komplizierten Zahnradmechanismus (Kap. III) und stellt dem fortschrittlichen, aus der Verbannung zurückgekehrten Pascha das „Modell des Universums“ mit einem „pompösen und poetischen Text“ vor. Aber der türkische Wissenschaftler hat in seinem Land Schwierigkeiten, für die neuen Apparate Verständnis zu finden. Zudem bezweifelt man, dass sie Ergebnis seiner eigenständigen Entwicklung sind. Der Pascha, wie später der Sultan, vermutet, dass der Europäer ihm „diese Dinge gelehrt“ habe, als „suche er einen Schuldigen […] und als wolle er beileibe nicht zugeben müssen, daß sein geliebter Hodscha dieser Schuldige sein könne“.
Am Sultanshof kämpfen die Traditionalisten, zum Beispiel die Sterndeuter Hüseyin Efendi und Sitki Efendi, gegen den Einfluss europäischer Ideen und der an westlichem Wissen interessierte Pascha hat Angst, Opfer dieser Gruppe zu werden. Wie der Sultan reagiert er bei den Audienzen der beiden Wissenschaftler einmal freundlich, dann ärgerlich. Sie interessieren sich für das neue Wissen, schrecken aber zugleich vor einer weitergehenden Anwendung zurück. So bricht der Pascha die Vorführung der Uhr ab und rät dem Hodscha: „Mach dich los von ihm! Mit Gift, wenn du willst, und laß ihn frei! Dann wirst du deine Ruhe haben!“ Andererseits belohnt er den Hodscha fürstlich, beauftragt ihn, „[e]ine Waffe, die unseren Feinden die Welt zum Kerker werden lässt“ zu erfinden, und vermittelt die, dem Kindesalter des Herrschers angepasste, Vorstellung der Modelle im Serail. Der Erzähler erinnert sich, in einander zeitlich überlagernden Eindrücken, an das „sich diesem klingenden Instrument von neuem wie einem Zauberkasten, den [es] verstehen lernen [will]“, [nähernde Kind]. Dies müsse „ein Bild des Glückes“ gewesen sein, „wie es der Märchen-Illustrator malt, für solche Märchen, wie [er] sie in [seiner] Kindheit erzählt bekommen hatte“. In diesem Augenblick sind dem Erzähler und dem Hodscha die religiösen Unterschiede gleichgültig: Wichtig sei nicht, „ob der Junge Wissenschaft und Sophismus unterscheiden könne, sondern nur, dass er imstande sei, etwas zu begreifen […] dass eine Logik hinter dem stecke, was mit den Sternen ge[schieht]“.
In der folgenden Zeit gewinnt der Hodscha das Vertrauen des kleinen Sultans durch Traumdeutungen und richtige Prophezeiungen einer Verschwörung der Kösem Sultan gegen ihn im Serail sowie Vorhersagen über die Gesundheit seiner Lieblingstiere, Löwen, Leoparden und Tiger, und hofft, ihn in seinem Sinne erziehen zu können. Auch denkt er über die Unwissenden nach, was in den Hirnen dieser „Toren“ fehle. „Der Weg zum Wesentlichen des Wissens führe über das Verstehen der Gründe für ihre Dummheit, führe über die Erkenntnis des Zustandes in ihren Köpfen und über eine sich daran ausrichtende Denkweise.“ Entmutigt durch Rückschläge seiner Erziehungsbemühungen sowohl bei den Kindern des Landgutes bei Gebze wie am Sultanshof glaubt er zunehmend, dass er sich von seinen Leuten unterscheidet, „daß er anders [ist] als sie“.
In Krisenzeiten werden die Forscher wieder gebraucht, müssen sich allerdings erneut gegen die Vorurteile behaupten. Zum Beispiel will der Sultan vom Hodscha eine Vorhersage über den Pestverlauf hören und nutzt diese Situation. Zuerst tauscht er in seiner Prophezeiung den „Todesengel“ als verursachende Kraft gegen den „Satan“ aus, der als Gegner Allahs bekämpft werden darf. Zweitens lässt der Erzähler durch Beamte die Todesfälle in den einzelnen Stadtteilen zusammenstellen, um die Zentren der Ansteckung herauszufinden und durch Zugangsbeschränkungen und Quarantänemaßnahmen zu isolieren. So gelingt die Beendigung der Epidemie. Sitki Efendi muss nun das Amt des obersten Sterndeuters am Hof an den Hodscha abgeben und dieser gewinnt vorübergehend, bevor sich die Hofpartei der „Narren und Nachäffer“ wieder erholt, Einfluss auf den Sultan und interessiert ihn für die Wissenschaft (Kap. VIII.).
Mit sinkendem Einfluss zweifelt der Hodscha jedoch an der Verwirklichung seines großen Plans einer Wissenschaft und versinkt in eine Katastrophenstimmung. Beide Forscher beschreiben in einem Buch ihre Vision vom Untergang der Türkei im Vergleich zum glücklichen Leben der Menschen in Venedig und übergeben ihr Werk dem Sultan, um ihn aufzurütteln. Darauf erhält der Hodscha den Auftrag, eine die Feuerkraft aller derzeitigen Geschütze weit übertreffende Kanone (Kap. IX.) und, später, eine gepanzerte Kriegsmaschine zu konstruieren. In dieser Zeit lädt der Sultan den Erzähler ein und will von ihm wissen, welchen Anteil er an den Ideen und Arbeiten des Hodschas hat. Er vermutet, dass der Europäer ihn die Dinge gelehrt habe. Zugleich reflektieren der Erzähler und der Hodscha in diesem Zusammenhang über die Möglichkeit, durch Repräsentanten des Staates Informationen über die konkurrierenden Länder einzuholen, mit den Gelehrten in Venedig und Flandern zu korrespondieren. Diese Idee ist ganz im Sinne des Venezianers, der sich an der Kriegswaffenforschung nicht aktiv beteiligt, und eher motiviert ist, seine Wissenschaft für Feuerwerke und die Pestbekämpfung zu nutzen.

### Doppelgängermotiv
Für die oben beschriebene Ambivalenz wählt Pamuk in der Weißen Festung bei der Gestaltung der Protagonisten das in der Literatur häufig verwendete Doppelgängermotiv: Wie in einem der bekanntesten Beispiele, Dostojewskis Der Doppelgänger, gleichen bzw. ähneln sich die Hauptfiguren im Erscheinungsbild. Eine der beiden dominiert zunehmend die andere und drängt sie aus ihren Rollen im Beruf und der Gesellschaft. In Pamuks Roman wird dieses Motiv erweitert: Neben der personalen ist auch die kulturell-religiöse Identität aufgespaltet. Im Unterschied zu Dostojewskis hilflosem Jákoff Petrówitsch Goljädkin, dem Älteren, der vom jüngeren karrierebewussten und geschmeidigen Gegner in die Psychiatrie vertrieben wird, ist die Beziehung des Venezianers und des Türken differenzierter. Durch ihre wechselhafte Partnerschaft mit rivalisierenden Positionskämpfen entdecken sie den unter den vielfältigen Formen der Gesellschaft und der Kulturen gemeinsamen menschlichen Kern. Feindbilder und Überlegenheitspositionen verlieren durch solche interkulturellen Begegnungen und Auseinandersetzungen ihre Wirkung. Dadurch ist ihre Umwelt austauschbar: Nach der inneren Annäherung trennen sich die Protagonisten und schlüpfen in die Biographien des anderen. Der Hodscha flieht in das Reich seiner Träume Venedig. Der Erzähler bleibt in der Türkei. Mit der Biographie tauschen sie auch das soziokulturelle Umfeld, wobei sie beide aus ihrem inneren Rückzugsraum, dem Reich ihrer Freiheit, phantasievolle Erzählungen hervorzaubern und dadurch eine gewisse Unabhängigkeit wahren.
Gegenüber anderen Romanen ist die Handlung der Weißen Festung, bei starker personeller Reduktion, zum großen Teil verinnerlicht, zumal das Doppelgänger-, Bruder- bzw. Zwillingsmotiv in einer psychoanalytischen Interpretation als innerer Konflikt und Bewusstseinsspaltung einer Person, als zwei Seiten einer Persönlichkeit bzw. zwei Aspekte ihres Seins und, auf die Gesellschaft übertragen, als interkulturelle Kommunikation gedeutet werden kann. „Man unterhielt sich [am Tisch des Paschas] allgemein über die paarweise Erschaffung von Menschen, erinnerte sich an übertriebene Beispiele, an Zwillinge, die von ihren Müttern miteinander verwechselt wurden, an sich Gleichende, die beim ersten Anblick voreinander zurückgeschreckt seien, sich dann aber wie behext, nicht mehr hätten trennen können, an Briganten, die anstelle Unschuldiger aufgetreten seien.“

### Blick in den Spiegel
Der Hodscha interessiert sich in der zweiten Phase der Annäherung für die Lebensgeschichte des Sklaven und lässt sich die Tiere im Garten der Familie in der Toskana beschreiben (Kap. IV). Anlass dafür sind zwei Abhandlungen, »Über das Leben der Tiere« und »Von Merkwürdigkeiten in der Schöpfung«, die er, mit phantastischen, an Fabelwesen erinnernden Illustrationen ausgestattet, dem Padischah vorlegt.
Intensiviert wird dieses Interesse, als ein neues Buchprojekt des Hodschas ohne Mithilfe des Sklaven, dessen, wie er meint, unvollkommene einfache Vorstellungen er bemängelt, an seinen eigenen Selbstzweifeln stagniert. Jetzt will er von dem Venezianer die „Gedanken jener »anderen« erfahren, die [dem Erzähler] diese ganze Weisheit beigebracht, in jene Fächer in [sein] Hirn, in jene Wissensschubladen eingeordnet hatten“: „Was mochten jene wohl denken in dieser Situation?“
Eines Abends stellt er eine zentrale Frage der westlichen Philosophie: »Warum bin ich, was ich bin«, jedoch sage ihm eine innere Stimme: »Ich bin, was ich bin«. Der Erzähler rät ihm, über das „Sein des Ichs“ nachzudenken und wie die »anderen« viel häufiger als die Hiesigen in den Spiegel zu schauen. Doch der Sklave weiß, dass sein Herr ohne ihn „über nichts nachzudenken ver[mag]“, und er erklärt ihm den Unterschied zu den Toskanern: Nur „weil sie ohne weiteres für sich selbst nachzudenken vermochten, seien sie in dieser Sache vorangekommen. […] Was er sei, könne jeder Mensch nur selbst ergründen, aber dafür fehle es ihm, dem Hodscha, an Mut.“ Der Hodscha fordert eine solche Demonstration zuerst von ihm selbst: Er solle aufschreiben, wer er sei. Somit beginnt der Sklave mit der Aufzeichnung seiner in der Erinnerung verklärten Kindheit (Kap. V.) und animiert dadurch den Hodscha, das Gleiche zu tun, wobei sie sich am Tisch gegenübersitzen. So tauschen sie sich über ihre Familienverhältnisse und die Ausbildung aus.
Daraufhin interessiert sich der Hodscha auch für das Denken, wobei er prinzipiell davon ausgeht, die »anderen« seien die Schlechten. Er möchte dieses Schwarzweißbild dadurch bestätigen, dass er den am Stuhl festgebundenen Erzähler zwingt, seine Sünden zu beichten. Auch solche, an die sich dieser nicht mehr erinnern kann, versucht er aus ihm herauszufragen. So erfährt er dessen aus wahren und ausgedachten Begebenheiten gemischtes Persönlichkeitsbild. Im nächsten Schritt verführt der Sklave den Hodscha, mit dem Vorschlag, er könne auch Lügen erfinden, zu einer Ergänzung der dunklen Seiten seiner eigenen Lebensgeschichte. Dadurch animiert er diesen zu einer Reflexion der eigenen positiven Einschätzung. Der Hodscha merkt durchaus, „dass diese Träume teuflische Fallen [sind], die ihn ins Dunkel tödlicher Kenntnisse ziehen würden“, aber auch ihn fasziniert die Idee des gegenseitig vollkommenen Kennenlernens. Doch letztlich reagiert er auf seine eigenen Selbstbezichtigungen mit Angst, seine Selbstachtung und Sicherheit zu verlieren, und er zerreißt seine Aufzeichnungen. Aber er verachtet jetzt den Erzähler nicht mehr und hält ihn für ebenbürtig. Die Therapie des Sklaven wird in einem Traum veranschaulicht: Er träumt während der Pestzeit von Menschen „[u]nter den Bäumen des Waldes, der [ihrem] Haus benachbart war, […] im Besitz von Geheimnissen, die [sie] seit Jahren zu wissen wünschten, und wer den Mut fand, in das Dunkel des Waldes einzudringen, konnte ihr Freund werden […] und [sie] lernten [Tausende kleiner Dinge] mühelos“.
Später kommunizieren die beiden wie Zwillinge, haben dieselben Träume, der Hodscha gibt seine Furcht vor der Pest zu, denkt zurück an den Geschichten erzählenden Großvater und will wissen, ob im paradiesischen Land des Sklaven die Menschen immer so glücklich leben wie in dessen Erinnerungen beschrieben (Kap. VI.). Beim gemeinsamen Blick in den Spiegel vergleicht der Erzähler ihre Annäherung seit Beginn ihrer Bekanntschaft: „Damals sah ich jemand, der ich hätte sein müssen, nun aber meinte ich, er müsse auch jemand wie ich sein. Demnach wären wir beide eins! Jetzt schien das eine ganz selbstverständliche Wahrheit zu sein.“

### Dominanzkämpfe
In dem Ablauf kommt es in einzelnen Kooperationsphasen zu einem Ausgleich, der jedoch, wie in Dostojewskis Doppelgänger-Geschichte, von einem Streit um die Herrschaft unterbrochen wird. So will der Venezianer immer wieder seine neu erreichte Position nutzen, um sich aus der dienenden Rolle zu befreien: Er versucht das Selbstbewusstsein nicht nur des Hodschas, sondern auch seines Volkes zu Fall zu bringen, „indem er das Böse an ihnen be[weist]“. Aber der Hodscha will im Gedankenkampf nicht die eigene Besetzung zugeben und sieht sich als Eroberer: Er habe die Seele des Erzählers „in Besitz genommen, und so […] wisse er endlich, was [der Sklave] dächte, so denke er, was [dieser] wisse“. „Er behauptet[], jetzt die Welt mit [seinen] Augen zu sehen, endlich sei ihm verständlich geworden, wie […] »jene anderen« dächten und fühlten.“ Dagegen würde der Sklave ihn weniger gut kennen. Andererseits spricht er von der Identität beider Personen, um „aus sich herauszutreten und sich selbst von außen zu betrachten“ und seine eigene Furcht vor dem Pesttod auf den anderen zu übertragen. Entsprechend nutzt der Hodscha sein vermehrtes Wissen, um seine Idee der Wissenschaft auf militärischem Gebiet anzuwenden und durch einen Sieg der Türken über die Feinde zu demonstrieren, während sich der Erzähler lieber bei Feuerwerk und Pestbekämpfung engagiert.
Der Ausbruch der Pest in Istanbul gibt ihnen anfänglich die Gelegenheit zum Kampf um die Innenwelt des anderen. Während der Erzähler nach Giovanni Boccaccio von einer ansteckenden Krankheit ausgeht, gegen die man die Menschen durch Isolation schützen kann, sieht der Hodscha sie anfänglich traditionell als „Ratschluss Allahs, und wenn ihm zu sterben bestimmt sei, dann stürbe der Mensch“. Man könne daran die „Furchtlosigkeit“ lernen. Er demonstriert ihm dies an einer am eigenen Körper entdeckten Schwellung: Ein Insektenstich oder eine Pestbeule?

### Rollenkonflikt und Identitätskrise
Der Erzähler merkt, dass sich seine Erinnerungen durch die Gespräche mit dem Hodscha im Lauf der Zeit verwandeln und der Zuhörer seine Mitteilungen in veränderten Versionen gespeichert hat. So denkt sich der Hodscha von der toskanischen Kindheit des Sklaven ein „unwirkliches Traumland“: „Sein [eigenes] Leben war [seiner] Kontrolle entglitten und wurde von seiner [des Hodschas] Hand zu anderen Orten verschleppt. […] Seine Reise als mein Ich in meine Heimat hatte so einfältige wie wunderlich-komische Seiten, daß sie mir nicht ganz überzeugend erschien. Die in den Einzelheiten steckende Logik aber verwirrte mich wieder: Es wäre möglich, wollte ich sagen, auch so hätte mein Leben verlaufen können. […] So lauschte ich nur verwundert den Taten meines Ichs in meiner alten Welt, an die ich seit Jahren voll Sehnsucht dachte, und vergaß darüber die Angst vor der Pest.“ Viel später, während der Kriegsvorbereitung in Edirne (Kap. X.), werden bei einem Besuch im Elternhaus des Hodschas in einem Armenviertel mit „aschgraue[n], deprimierenden[n] Straßen“ die Zusammenhänge deutlich: Der Hodscha sieht in der heiteren toskanischen Kindheit ein Gegenbild zu seinem eigenen, von den Auseinandersetzungen mit seinem Stiefvater, dem „Steppdeckenmacher“, überschatteten Leben. Dessen Fragen „Warum bist du gekommen, du verrückter Kerl? […] Warum konntest du nicht krepieren?“ weisen auf dessen Unverständnis gegenüber dem an geistigen Dingen interessierten Jugendlichen hin, der die Familie verließ und nach Istanbul ging. Als der Erzähler später, in Vorbereitung seines Buches über sein neues Leben, in Edirne Spuren der Vergangenheitsschilderungen des Hodschas sucht, kann er keine finden. Wie in seiner eigenen Geschichte sind die Erinnerungen in der Realität nicht fixierbar.
Der Wunsch des Hodschas nach einer anderen Identität ist jedoch dem Erzähler zuerst nicht verständlich und es verwirrt ihn, als dieser von „der Dummheit des Sultans, […] von seinen eigenen lieben »Toren«, von den »Unsrigen«, den »anderen dort«, von dem Wunsch, jemand anderes zu sein“ spricht, und er flieht aus Furcht vor der Pest auf die Insel Heybeli (Kap. VII.), lebt dort einige Zeit bei einem griechischen Fischer und denkt über seine Ähnlichkeit mit dem Hodscha und eine Rückkehr nach Italien nach.
In der Annäherung der beiden ist diese Trennung ein Rückschritt, denn die Flucht führt den darüber verärgerten Hodscha wieder zu seiner alten Vorstellung von der Zweiteilung der Menschen in „Gerechte“ und „Schuldige“ zurück, umgekehrt fühlt sich der Erzähler nach der Pestzeit und dem Aufstieg des Hodschas zum obersten Sterndeuter vom Hof ausgeschlossen und vernachlässigt und reagiert darauf eifersüchtig, dass man den Erfolg allein dem Hodscha, in dem er sich selbst sieht, zuschreibt. Außerdem wird ihm zunehmend klar, dass er entwurzelt ist und, auch wenn die Flucht gelänge, in Venedig nicht einfach sein altes Leben wieder aufnehmen könnte.
Am Ende der Beziehungsgeschichte, vor seiner Reise nach Empoli, lässt sich der Hodscha noch einmal vom Erzähler sein Vaterland und seine Familie genau beschreiben, dann wechseln sie ihre Kleidung und der Hodscha flieht in sein neues Leben, wie später ein Bote berichtet: Er schreibt ein Buch über sein Leben in der Türkei, heiratet seine einstige, inzwischen verwitwete, Verlobte und erwirbt den alten Familienbesitz.
Der Erzähler bleibt dagegen als Hodscha in Istanbul zurück. Der Sultan beschützt ihn nach der „Flucht des Ungläubigen“ vor den Kritikern, die ihn für die Niederlage bestrafen wollen, weil er annimmt, dass sein Sklave der Ideengeber aller Bücher und Erfindungen ist. Ihm „war’s recht, so wie sie zu sein“, er heiratet eine junge Frau und wird Vater von vier Kindern. Auf Gerüchte angesprochen, er sei nicht er selbst, antwortet er: »Was liegt schon daran, wer einer ist […] nur, was wir getan und was wir tun werden, ist von Bedeutung!« Er lebt sich in die Persönlichkeit des Türken ein und erzählt beispielsweise dem Sultan aus seinem italienischen Vorleben, als gebe er Informationen aus dem Mund des Sklaven wieder. Dabei kommt es ihm vor, als betrachte er sich von außen. Bei seiner Charakterisierung der beiden Wissenschaftler vermischt der Sultan deren Eigenschaften miteinander beziehungsweise vertauscht sie. Auch benennt er im Privatgespräch die Unterscheidung von »uns« und »jene« als Sophistik, denn die „Menschen [glichen sich] im Grunde genommen überall auf der Welt, unter jedem Wetter und Wind“. Bereits in früheren Gesprächen hat sich der Herrscher für das Vorleben des Sklaven und sein Land und dessen Menschen sowie „für das Innere [ihrer] Köpfe“ interessiert und dabei die Meinung vertreten, „dass im Grunde genommen jedes Leben dem anderen gleiche“. Der Erzähler war damals über diese Äußerung erschrocken, fürchtete den Verlust seiner Identität („Ich bin ich!“) und wurde in einem vorausdeutenden Traum auf einem Maskenball in Venedig weder von seiner Mutter noch von seiner Verlobten erkannt, aber sie hielten den Hodscha, der das Gesicht seiner Jugend hatte, für ihren Sohn bzw. Verlobten.
Rechtzeitig vor der Niederlage der Türken vor Wien zieht er sich von seinem Amt als oberster Sterndeuter zurück, wodurch er seinen Kopf rettet, und lebt seither auf seinem Landgut in Gebze, welches der Herrscher einst dem Hodscha zur Belohnung für seine für ihn verfasste Schriften geschenkt hat. Hier vollendet er als fast 70-Jähriger sein Buch.

### Literarische Einordnung
Pamuk verbindet Die weiße Festung personell mit seinem Roman Das stille Haus, indem er den ehemaligen Istanbuler Dozenten und jetzigen „Enzyklopädiker“ Faruk Darvinoğlu bei seinen Recherchen im Archiv in Gebze 1982 ein Manuskript mit dem Titel „Steppdeckenmachers Stiefkind“ finden lässt. Diese nun von ihm veröffentlichte Schrift widmet er seiner Schwester Nilgün, die 1980 während eines, im Stillen Haus erzählten, Sommerferienaufenthalts bei der Großmutter als 19-jährige Studentin an den Folgen eines politisch-privat motivierten Überfalls ihres rechtsradikalen Cousins gestorben ist.
Wie in vielen seiner Werke setzt sich der Autor in der Weißen Festung mit der Ost-West-Kulturdebatte in der Türkei auseinander und lässt darin seine Figuren über die Spannung zwischen Tradition und europäischem Einflüssen diskutieren: Beispielsweise spricht Sait Nedim (Cevdet und seine Söhne) über seine jährlichen Europareisen und über die Frage, warum die Türken so anders als die Europäer sind. Während Cevdet und seine Söhne, Das stille Haus, Schnee, Das neue Leben, Das Museum der Unschuld in Pamuks Gegenwart spielen, wird die Thematik in der Weißen Festung, ähnlich in Rot ist mein Name, auf eine historische Situation projiziert.
In allen diesen Romanen stehen den traditionellen, islamgebundenen Kräften an westeuropäischen Ideen orientierte Reformer gegenüber: Selâhattin Darvinoğlu (Das stille Haus) sieht sich als Erzieher des Volkes und möchte es von auf Aberglaube und Mystizismus basierenden Irrlehren befreien. Er glaubt fest an den Erfolg seiner Enzyklopädie, die nur durch wissenschaftliche Experimente überprüfte Informationen enthalten soll und mit der er die türkische Gesellschaft nach dem Muster aufklärerischer, darwinistisch-naturwissenschaftlicher und nihilistischer Ideen zu einem irdischen „schöne[n] Paradies der Zukunft“ führen will. Sein Sohn Doğan versucht einige Ideen seines Vaters umzusetzen und entwickelt Vorschläge für Agrarstrukturreformen. In solchen Plänen und deren Scheitern erinnert er an Refik Işikçi in Cevdet und seine Söhne: Dieser liest Ökonomiebücher, denkt über die türkische Wirtschaft und den Etatismus nach und erarbeitet Konzepte, um den Dörfern mehr Fortschritt zu bringen. Sein Freund Ömer nutzt die in Frankreich erworbenen Ingenieurkenntnisse für die Erschließung der Türkei durch die Eisenbahn, gerät dabei in einen Konflikt zwischen Profit und Moral und zieht sich auf sein Landgut zurück. Der Dritte im Freundeskreis, Muhittin, schreibt erfolglos nach europäischen Vorbildern wie Charles Baudelaire unglückliche Gedichte und schließt sich dann einer nationalistischen konservativen Partei an. Ein Hauptmerkmal des Westens, die ausgeprägte Individualität, erlebt er, wie der Dichter Ka in Kars (Schnee), in ihrer Vereinsamungstendenz und kehrt aus diesem Spannungsfeld zu traditionellen Lebensformen zurück, andere Protagonisten emigrieren nach Deutschland, zum Beispiel Ka, seine Geliebte aus der ersten Frankfurter Zeit und später mit einem Döner- und Reisebüro-Geschäftsmann verheiratete Nalan, die „um ihre […] linken Idealen geopfert[e]“ Jugend weint, oder Osmans Traumfrau Canan (Das neue Leben), mit der er auf Busreisen durch die Türkei das neue Leben suchte. Sie gibt dieses Vorhaben auf, heiratet einen Arzt und verlässt mit ihm zusammen die Heimat.
Die historische Dimension der Ost-West-Thematik wird in Rot ist mein Name am Beispiel eines Buchmalerstreits im Osmanischen Reich des 16. Jahrhunderts präsentiert. Wie in der Weißen Festung versuchen die Protagonisten den Sultan für die neuen Ideen zu gewinnen: Der Oheim Karas hat als Gesandter des Sultans Murad III. in Venedig die individuellen Renaissance-Porträts kennengelernt und lässt für seinen Herrscher ein illustriertes Buch im neuen „fränkischen“ Stil anfertigen, während die staatliche Malerwerkstatt des Meisters Osman dem traditionellen schematisierenden Stil verpflichtet ist.

### Erzählform
Durch die zahlreichen Mitteilung seines italienischen Lebens und die durch die Fragen und Erwartungen des Hodschas hervorgerufenen Ergänzungen und Veränderungen, also durch mehrfache Brechung entsteht im Laufe der Zeit das von Faruk im Archiv gefundene Manuskript.
Eines Tages besucht ein Mann namens Evliya den Protagonisten in Gebze und bittet ihn durch die Informationen seines vermeintlich geflohenen Sklaven über Italien eine Lücke in seinen Reisebeschreibungen zu schließen. Wie schon dem Sultan erzählt er seine eigenen durch Phantasie bereicherten und oft wiederholten Erinnerungen aus der indirekten Position. Danach schreibt er das vorliegende Buch: „Was ich erzählte, schien nichts Erfundenes, sondern wirklich Erlebtes zu sein, es war, als ob mir ein anderer all die Worte behutsam zuflüstern würde“. Diese Mitteilungskette endet in den frei formulierten sinngemäßen Übersetzungsversuchen des Herausgebers Faruk (Kap. Einführung). Auch die historische Verankerung der Lebensbeschreibung ist schwierig: Der Enzyklopädist kann zwar durch das Auftreten des Schriftstellers Evliya Çelebi die Schrift auf die Zeit Mehmets IV. zwischen 1652 und 1680 datieren, aber sie entzieht sich bei seiner Suche nach detaillierten Fakten einer genauen Bestimmung und weist auf eine Mischung aus Fiktion und Fakten hin. Auch bleibt offen, ob der Verfasser des Manuskripts Çelebi als Quelle benutzt oder umgekehrt dieser bei seinem Besuch auf dem Landgut die Aufzeichnungen des Gastgebers in seine Reisebeschreibungen eingearbeitet hat.
Befragt über den ständigen Wechsel seiner Figuren, die „zerfließen oder […] ineinander auf[gehen]“, antwortet Pamuk: „Weil ich fest an die Schlüpfrigkeit der menschlichen Identität glaube. Die Grenzen unseres Selbst sind nicht stark, und die Rätselhaftigkeit der Veränderungen interessiert mich. Das gilt übrigens auch für Nationen. Das Buch „Die weiße Festung“ ist mein bescheidener Beitrag zum Genre eines Doppelgängerromans, indem ich das Motiv einer Figur mit zwei Ichs auf ein ängstliches Land zwischen Ost und West übertragen habe – eine Angst, die die Türken fast zur Kunst erhoben haben. […] Ich habe gelernt, diese Angst nicht wie andere Autoren als Krankheit zu behandeln. Ich sage: Laßt Tradition und Moderne nicht aufeinanderprallen, lasst sie nebeneinander bestehen, seht das nicht so dramatisch, glaubt nicht den Politikern, die behaupten, die türkische Identität speise sich nur aus einer Quelle. Islamische Tradition ist kein Hindernis für eine moderne Gesellschaft, nicht einmal für eine säkulare.“

### Das Leben als Vorstellung
Die weiße Festung ist im Artikel über den Postmodernen Roman als Beispiel aufgelistet. Begründen kann man dies mit einer Auflösung einer geschlossenen Roman-Handlung durch mehrfache Überlagerung der Erzählperspektiven zu polyphonen Strukturen. Pamuk hat diese Technik einer komplizierten Entstehungsgeschichte eines Manuskriptes in mehreren Romanen angewandt:
Verfasser des Romans Schnee ist der „Romancier“ Orhan, der das Leben seines toten Dichterfreundes Ka in Frankfurt und dessen Aufenthalt in Kars mit Hilfe von Notizen und Interviews recherchiert und in personaler Form aus dem Blickwinkel des Protagonisten darstellt. Der ehemalige Koranschüler Fazıl distanziert sich Orhan gegenüber von dessen Buchplan: »Wenn Sie mich in einem Roman vorkommen lassen, der in Kars spielt, dann möchte ich dem Leser sagen, er soll nichts von dem glauben, was Sie über mich, über uns alle geschrieben haben. Keiner kann uns aus der Ferne verstehen.«
Rot ist meine Name wird von Orhan, dem Sohn der Protagonistin Şeküre nach den Schilderungen seiner Mutter, die wiederum Informationen anderer Personen gesammelt hat, aus den Perspektiven einzelner Figuren erzählt. In den letzten Sätzen des Romans relativiert Şeküre die Glaubwürdigkeit des Autors: „Er ist reizbar, launisch und unglücklich wie immer und hat Angst, denen Unrecht zu tun, die er nicht mag. Deswegen dürft ihr Orhan nicht glauben, wenn er Kara abwesender, unser Leben härter, Şevket schlimmer und mich schöner und weniger anständig darstellt, als es der Wahrheit entspricht. Denn es gibt keine Lüge, die er nicht spinnen würde, um seine Geschichte hübsch und glaubhaft zu gestalten.“ In der Weißen Festung gibt es zwar einen Ich-Erzähler, aber keine einheitliche autorisierte Fassung. In den beiden zuletzt genannten Romanen werden die Ereignisse im langen Zeitraum der mündlichen Überlieferung bis zu ihrer schriftlichen Fixierung immer wieder variiert und durch die Bewertungen anderer Figuren gefärbt beziehungsweise ergänzt. So ist am Ende der fiktive historische Kern für den Leser nicht mehr als Wirklichkeit fassbar.
In Das neue Leben thematisiert der Autor diese Verunsicherung, indem er den Erzähler nach seinem Unfalltod aus einer unbekannten fiktiven Ebene seine surrealen Reisen durch die Türkei und die Suche nach dem Verfasser des Romans „Das neue Leben“ und dessen Quellen schildern lässt. Die Fahrt endet mit dem desillusionierenden Ergebnis einer Ansammlung zufälliger Materialien. Die Expeditionen der Protagonisten sind verbunden mit Identitätswechseln: Nahit taucht auf der Flucht vor seinem fundamentalistischen Vater Narin zuerst in Istanbul als Student Mehmet und später in einer Provinzstadt als Buchschreiber Osman unter. Der Erzähler Osman wechselt vom Angestellten und Familienvater zum umherreisenden Aussteiger. Unter dem Namen Ali schleicht er sich beim Gründer der reaktionären Bewegung Dr. Narin ein, übernimmt dann jedoch aus Enttäuschung über den Liebesverrat der Reisegefährtin Canan die Rolle eines Agenten und tötet den unter seinem Namen Osman lebenden Rivalen und Sohn Narins.
Wie in anderen Werken Pamuks spricht auch in diesem Roman der Erzähler direkt den Leser an und enthüllt die angebliche Intention des Autors, indem er vor modernen Romanen warnt, die das „zwecklose[], enttäuschende[] Leben mit einer sogenannten Tschechowschen Sensibilität ästhetisieren“. Spielerisch fordert er zum Glauben „an die Gewalt der von [ihm] erzählten Geschichte, […] an die Grausamkeit der Welt!“ auf, relativiert diese Aussage jedoch sogleich durch die folgende Bewertung des „als Roman bezeichnete[n] moderne[n] Spielzeugs, diese[r] größte[n] Erfindung der westlichen Kultur“: Es sei „keine Tätigkeit für uns [also die Türken]“ und er selbst habe „immer noch nicht herausfinden [können], wie [er sich] innerhalb dieses fremden Spielzeugs zu bewegen habe“.
Diese Wandlungen der Erzählerpositionen auf dem fiktiven Spielfeld und die Nichtfixierbarkeit der Wirklichkeit korrespondieren auf der philosophischen Ebene mit Aspekten des Konstruktivismus beziehungsweise des Radikalen Konstruktivismus, wonach eine objektive Welt in der subjektiven Wahrnehmung nicht erkennbar ist, und wird im Motto der Weißen Festung als fragender Ausruf formuliert: „Sich vorzustellen, dass eine Person, die uns interessiert, Zugang hat zu einer unbekannten Lebensweise, die ihres Mysteriums wegen für uns um so attraktiver ist; zu glauben, dass wir zu leben beginnen werden nur durch die Liebe dieser Person – was anderes ist dies als die Geburt einer großen Leidenschaft?!“
Den Gegenpol zu den beiden Protagonisten, welche das Wesen des Menschen durch den Blick ins Innere, in die Gedanken zu erkennen versuchen, bildet der Weltreisende Evliya, der bei seinem Besuch in Gebze meint, „[w]ir müssten das Wundersame, das Erstaunliche draußen in der Welt suchen, nicht in uns selbst. Das Nachforschen in unserem Inneren, das lange tiefgründige Nachdenken über uns selbst mache uns nur unglücklich. […] Aus diesem Grunde könnten die Helden [dieses Buches] ihr eigenes Selbst nicht ertragen und wollten stets ein anderer sein.“ Und in einer Kritik am Protagonisten fügt er hinzu: „Nicht einmal vorstellen wolle er sich eine so schreckliche Welt, in der die Menschen stets von sich selbst, von ihren Eigenheiten reden, wo auch ihre Bücher und Erzählungen nur davon sprechen würden!“ Diese Bewertung entspricht in der Diskussion um den Radikalen Konstruktivismus den Vorbehalten gegenüber der solipsistischen Perspektive einer individuellen Konstruktion, die zu einer kognitiven Vereinsamung führe. Der Gegenentwurf dazu findet sich im Bild des Weltreisenden: Anstatt sich „in seinen eigenen vier Wänden einzuschließen“ habe „er sein ganzes Dasein auf Reisen auf endlosen Straßen nach Geschichten suchend verbracht“. Diese Reise als im mitmenschlichen Feld durch Kommunikation gesuchte Annäherungen erinnert an das Modell der autopoietischen Rückkoppelung.
Im Roman Das neue Leben hat Osman mit dem Bus die Türkei kreuz und quer bereist, ohne jedoch zu Evliyas Erkenntnis zu gelangen. Vielmehr endet seine Exkursion mit der Dekonstruktion der Idee des geheimnisvollen Buches und verweist den Erzähler im Sinne des Konstruktivismus allein auf die Erfahrung persönlicher Wahrnehmung zurück: „Und so kam ich wieder auf den Gedanken zurück, der dem auf das Lehrbeispiel neugierigen Leser schon längst gekommen ist, nämlich daß ich vom Neuen Leben nur deshalb so tief beeindruckt war, weil mich die Bücher meiner Kindheit schon darauf vorbereitet hatten. Da ich aber wie die alten Meister der Parabel an das mir aufgestellte Lehrbeispiel selbst nicht glauben konnte, blieb die Geschichte meines Lebens ganz allein meine Geschichte […] Zu diesem grausamen Ergebnis […] war mein Herz schon lange gekommen.“ Der Erzähler der Weißen Festung ist auf einem anderen Weg ebenfalls zu dieser Erkenntnis gelangt: Im Gegensatz zum Weltreisenden Evliya glaubt er an seine eigene Geschichte: „[W]ir müssen von neuem erträumen, was uns an Leben und Träumen verlorenging, um sie zurückzugewinnen.“ Ihm geht es weniger um die, für ihn ohnehin unerreichbare, Erkenntnis einer objektiven Wirklichkeit und Wahrheit, sondern mehr um eine phantasievolle, kreative Bereicherung des Lebens, die vor jeglichem Dogmatismus mit seinen Feindbildern schützt.

### Suche nach dem absoluten Ziel
Im vorletzten Kapitel (X.) steigert sich die politische und die personale Beziehungshandlung im, von ungünstigen Prophezeiungen überschatteten, osmanischen Eroberungsfeldzug gegen die Polen. Der Hodscha hat den Sultan „von der Überlegenheit der »anderen«, von der Notwendigkeit, uns endlich aufzuraffen und zur Tat zu schreiten, von der Zukunft und von dem Inneren unserer Köpfe“ überzeugt und der Sieg soll mit seiner Wunderwaffe erreicht werden, aber schon beim Transport des schweren Apparats im Regen durch die Fichten- und Buchenwälder gibt es Schwierigkeiten und die Kampfmaschine versinkt dann im die Festung umgebenden Sumpf.
Während des Kriegszuges durch die Dörfer steigern sich die Bemühungen des Hodschas, auf »Jagdausflügen« herauszufinden, was in den Köpfen der Christen vorgeht. Am Ende versucht er durch Folterungen die Geständnisse ihrer Sünden zu erzwingen. Unter diesem Druck will er herausbekommen, „wie »sie« beschaffen seien und dagegen »wir«“. Zum Vergleich experimentiert er auch in moslemischen Dörfern, doch er hört nur die gleichen alltäglichen Bekenntnisse wie bei den christlichen Nachbarn und sein Glaube, die tiefere Wahrheit zu erfahren, wird immer schwächer: „Wir hatten uns entfernt, mochten nicht mehr zuhören, jene aber schauten im regenverwaschenen geisterhaften Licht mit leeren Blicken auf das nasse Glas eines riesengroßen Spiegels im vergoldeten Rahmen, den der Hodscha von Hand zu Hand gehen ließ.“ Schließlich versucht der Hodscha „von den Sterbenden die allertiefste Wahrheit [zu] erfahren“. Aber der Erzähler sieht, „daß er die Verzweiflung des nahen Todes auf den Gesichtern als seine eigene er[kennt]“.
Symbolisiert wird dieses Scheitern der Erkenntnisbemühungen, sowohl auf der personalen als auch der kulturellen und der ontologischen Ebene, durch die vergebliche Belagerung der Burg mit dem für die Doppelgänger symbolkräftigen Namen Doppio: „Ich begann über den Weg nachzudenken, der uns hierhergeführt hatte. Alles schien vollkommen zu sein, wie der Anblick der von Vögeln umschwebten weißen Festung, der langsam finsterer werdenden Bergwand und des stillen dunklen Waldes, und ich begriff nun, dass viele der jahrelang wie zufällig erlebten Dinge unabänderlich waren, ich wußte, dass unsere Soldaten niemals die weißen Türme der Festung erreichen würden und dass der Hodscha genauso dachte wie ich.“
Die Eroberung der Zitadelle würde zur höchsten Erkenntnis, zur Beantwortung der Sinnfrage führen. In ihrer Beschreibung erinnert sie an die uneinnehmbare Gralsburg, die nur für den auserwählten Parzival nach einem Reifeprozess sichtbar und zugänglich wird: „Sie lag auf einem steilen Hügel, die sinkende Sonne warf eine zartschimmerende Röte auf die wimpelbesetzten Türme, doch sie war weiß, strahlend weiß und wunderschön. Mir kam der Gedanke, etwas so Schönes und Unerreichbares könne man eigentlich nur im Traum sehen.“ Für die Protagonisten ähnelt die weiße Festung jedoch mehr dem Motiv des unerreichbaren Ziels in Kafkas Roman Das Schloss.
Symbole des Absoluten gibt es in vielen Pamuk-Romanen: Die Farbe Rot (Mein Name ist Rot), das Schneekristall (Der Schnee), Der Lichtengel (Das neue Leben). Auch einzelne Figuren in Cevdet und seine Söhne und Das stille Haus orientieren sich an einem westeuropäischen Menschheitsideal, dessen Realisierung für ihr Land sie mit wissenschaftlichen Methoden anstreben, allerdings nicht erreichen.

## Rezeption
In einem Interview mit der Frankfurter Allgemeinen Zeitung kommentiert der Autor die Rezeptionsgeschichte seiner Werke in Deutschland und bedauert, „daß [seine] Romane „Die weiße Festung“ [das 1990 im Insel Verlag als erstes auf Deutsch erschienene Buch], „Das schwarze Buch“ oder „Rot ist mein Name“ in Deutschland nur wenige Leser gefunden haben.“ Er begründet dies folgendermaßen: „Der Roman ist im Grunde eine Kunstform der bürgerlichen Mittelschicht des Westens, und die westliche Welt war bis vor kurzem nicht bereit, die Bildung und Eigenart nicht-westlicher Bürgerschichten zur Kenntnis zu nehmen. Bis vor kurzem war die westliche Welt an Romanen über Menschen außerhalb des Westens nur interessiert, wenn diese Menschen als ihre Opfer dargestellt wurden. Für Autoren wie mich, die lieber eine andere Geschichte erzählen als die alte Opferstory, macht das die Dinge etwas schwierig.“
Nach der Verleihung des Literaturnobelpreises finden Pamuks frühe, neu publizierte Romane im Feuilleton mehr Beachtung und die Kritiker schließen sich überwiegend dem Urteil des Stiftungsrates an, „[i]n seinen Romanen „Die weiße Festung“, „Rot ist mein Name“ oder „Schnee“ verbinde Pamuk orientalische Erzähltraditionen mit den Stilelementen der westlichen Moderne. […] das einzigartige Gedächtnis des Autors [reiche] in die große osmanische Vergangenheit zurück[…]“. Gerade diese Verbindung moderner und traditioneller Elemente wird in den Buchbesprechungen oft als Besonderheit hervorgehoben: „Seinen eigenen Stil, wie er vor allem in seinen historischen Romanen zum Ausdruck komm[e], [habe] Pamuk mit dem Rückgriff auf die an Bildern reiche islamisch-orientalische Erzähltradition [gefunden] […] [Diese] Faszination […] wirk[e] in seinen Schreibstil hinein. Übersetzer [verzweifelten] gelegentlich an seinen komplizierten Satzgefügen.“ Pamuk bestätigt dies und meint dazu: „Für mich sind lange Sätze kein Problem“ […] „Besonders im Türkischen fließen sie einfach so dahin.“
In Verbindung mit der sprachlichen Gestaltung würdigen die Rezensenten, dass es „[i]n seinen Werken […] immer wieder um den Identitätsverlust in einer Kultur [geht], die zwischen Orient und Okzident zerrissen ist“, dass er also „die konfliktreiche Suche nach Identität zwischen westlich geprägter Moderne und islamischer Tradition [thematisiert].“. In diesen Kontext seines als „Weltliteratur! Eine Bruderschaft der Buchleser!“ gelobten literarischen Gesamtwerkes werden seine beiden Romane mit historischer Szenerie eingeordnet: „Die Symbole zweier Weltordnungen – Venedig und Istanbul – werden hier [in Rot ist mein Name] zusehends auswechselbar. Schon in Pamuks Roman „Die weiße Festung“ mutierte der venezianische Geistliche zum Hodscha und der Muslim wurde immer westlicher.“ Darin drücke sich auch die „unsichere türkische Identität“ aus: „Das Gefühl der Erniedrigung durch den Westen und der daraus erwachsende nationalistische Stolz, die durch Atatürks abrupte Modernisierung hervorgerufene Scham über die ältere türkische, die osmanische und islamische Kultur sowie die Wut über eben diese Scham – all das lässt die Romanfiguren des türkischen Literaturnobelpreisträgers Unglaubliches durchleben: In „Schnee“, „Rot ist mein Name“, „Das schwarze Buch“, „Das neue Leben“ oder „Die weiße Festung“ werden sie schmerzhaft hin- und hergerissen zwischen Westen und Osten, Eigenem und Fremdem, Gegenwart und Vergangenheit, Populärem und Verstiegenem.“